# 大怪獣ヨンガリ
『大怪獣ヨンガリ』（だいかいじゅうヨンガリ、朝: 대괴수 용가리）は、1967年の韓国の怪獣映画。キム・ギドクが監督・脚本を務め、主要キャストとしてオ・ヨンイル、イ・クァンホ、ナム・ジョンイムが出演し、チョ・キョンミンが怪獣ヨンガリのスーツアクターを務めている。韓国の極東フィルムと日本の東映の共同製作作品で、核実験で発生した地震により目覚めた爬虫類型怪獣がソウルを破壊する物語となっている。
東宝の『ゴジラシリーズ』の成功に対抗するために製作され、同シリーズで使用された特撮技術や他の怪獣映画のスーツ技術、花火、ミニチュアセットを採用している。1967年8月13日にソウルで公開され、アメリカ合衆国では『Yongary, Monster from the Deep』のタイトルで1969年にテレビ放送された。1999年にはシム・ヒョンレがリメイクした『怪獣大決戦ヤンガリー』が公開された。

## ストーリー
オリジナル版の完全なフィルムは現存していないため、ストーリーは英語版に準拠している。
韓国では宇宙飛行士ユ・ヨンの結婚式を祝うために家族が集まっていたが、当のユ・ヨンは中東某国の核実験を監視する任務のために呼び出されてしまう。この核実験が原因となり地震が発生するが、その震源地が韓国に向かって移動してくる。韓国政府は移動型地震の情報を秘匿するが、地震が黄海道で発生したことを受けて戒厳令を布告する。続いて板門店でも地震が発生するが、現地に居合わせた写真家が地面が割れる瞬間を撮影したところ、地中に巨大生物がいることが判明する。写真家は巨大生物から逃げ出すことに成功するが、直後に地震で車が押しつぶされてしまう。写真家は重傷を負いながらも当局者に写真を届け、直後に怪我が原因で死んでしまう。韓国政府は古い寓話に登場する地震に関わる怪物になぞらえて、巨大生物を「ヨンガリ」と命名した。
国民の避難が始まる中、大韓民国陸軍は仁王山区域でヨンガリを迎え撃つが失敗する。科学者イル・ウーはヨンガリの弱点を探すため、恋人ユ・スンアの反対を押し切りソウルに行くことを決意し、彼女と弟のユ・ヨンもソウルに向かう。南下するヨンガリはソウルに到達して市街地を完全に破壊し、混乱の中でイル・ウーとユ・スンアはユ・ヨンとはぐれてしまう。ヨンガリを排除するため韓国軍は誘導ミサイル攻撃を提案するが、韓国政府はミサイル攻撃によって歴史的建造物が破壊されることを危惧するが、韓国の未来を守ることが重要だとしてミサイル攻撃を承認する。一方、ユ・ヨンは下水道を通って市街地を脱出して製油所にたどり着き、そこでヨンガリが石油とガソリンを飲む姿を見かける。彼がメインバルブを閉めたことでヨンガリが暴走し、化学反応を起こしたヨンガリは全身をかきむしりながら石油タンクを破壊する。
ユ・ヨンは製油所での出来事を伝えるため、イル・ウーの家に戻ってくる。イル・ウーはユ・ヨンから聞いた話を当局者に伝え、「ミサイル攻撃ではヨンガリにエネルギーを与えることになる」として攻撃中止を進言するが、当局は進言を一蹴してミサイル攻撃の準備を進める。一方、イル・ウーはアンモニアの沈殿物を利用してヨンガリを倒すための薬品開発を進める。ヨンガリはミサイル攻撃と薬品攻撃を受けて一時的な休眠状態に入るが、イル・ウーは効果を増すための薬品改良を進める。しかし、ユ・ヨンがイル・ウーの研究室から持ち出した光デバイスを使いヨンガリに光を当てたことで、ヨンガリが目覚めてしまう。ヨンガリはアリランを聞いて踊り出した後、再び暴れ出す。イル・ウーは完成したアンモニア薬品をヘリコプターに積み込んで漢江に向かい、ヨンガリに向けて薬品を投下してヨンガリを倒すことに成功する。翌日、イル・ウーはヨンガリを倒したことで政府から表彰されるが、彼はヨンガリの生態を伝えたユ・ヨンが真の英雄だと賞賛し、「ヨンガリは邪悪な存在ではなく、食べ物を探し回っていただけだ」と結論付けた。

## キャスト
- イル・ウー（英語版：イロ） - オ・ヨンイル（朝鮮語版）
- ユ・ヨン（英語版：イチョ） - イ・クァンホ
- ユ・スンア - ナム・ジョンイム（朝鮮語版）
- ユ・クァンナム - イ・スンジェ
- キム・ユリ - ムーン・カン
- ヨンガリ - チョ・キョンミン
- 中国人エージェント - スーン＝テック・オー（ノンクレジット）

## 製作
企画当初の脚本では、ヨンガリは宇宙から飛来した単細胞生物で、放射線の影響で巨大怪獣に突然変異するという設定だった。また、映画評論家・学者のキム・ソンホによると、韓国版のオリジナル脚本では核実験を行う国（英語版では中東某国となっている）は「オレビア(Orebia)」、実験場は「ゴマ砂漠(Goma Desert)」になっていたと語っている。一部の箇所では「ゴビ砂漠」と表記されているが、キム・ソンホによると、これはタイプミスであり、脚本家は当初からヨンガリを中東の怪獣と考えていたと指摘している。
1967年4月3日から主要撮影が始まり、特撮部分の撮影は同月6日から行われた。ヨンガリのスーツアクターはチョ・キョンミンが演じ、彼には報酬として10万ウォン（400ドル）が支払われた。特撮部分の撮影はソウル特別市の2つのスタジオで3か月間かけて行われた。費用はそれぞれミニチュアと模型に500万ウォン（2万ドル）、組み立て式セット12個に700万ウォン（2万7,000ドル）、ヨンガリのスーツに120万ウォン（5000ドル）、火工品用の火薬に50万ウォン（2,000ドル）が投じられた。製作は極東フィルムが担当し、特撮は東映とエキスプロダクションのスタッフが担当している。ヨンガリのスーツは『ガメラシリーズ』の八木正夫が監修し、韓国側が手掛けたキャラクターデザインを基に日本で製作された。監督のキム・ギドクは完成したスーツを見て「恐ろしさが欠けている」と失望したが、作り直す資金や時間がなかったため、そのまま撮影を進めることになった。撮影にはオプチカル・プリンターを使用し、鈴木昶がメカニック関連のミニチュアを担当した。
アソシエイトプロデューサーのイ・ビョンウーは韓国の映画製作者と日本のスタッフの仲介役として、日本側の特撮技術を韓国側に伝える役割を果たした。彼は日本側のスタッフが特撮部分の撮影に参加できるように配慮し、韓国のオリジナル版では特技監督としてクレジットされている。最終的に撮影された特撮カット数は280カットとなり、1日平均3カットから5カット撮影された。また、ミニチュアセットには1万5,000個の電球が取り付けられ、国内にある照明機材の2/3が『大怪獣ヨンガリ』製作のために使用された。

## 公開
1967年8月13日にソウルで公開され、チケットの売り上げ枚数は11万枚から15万枚を記録した。上映館数は570スクリーンと少なく、当時の韓国人口が2,500万人だったことから映画としては成功した部類に入っている。海外配給は東映が担当したが、各国の宣伝ポスターに東映の社名が掲載されたことで「日本製作の怪獣映画」と誤解される事態が生じた。ドイツでは『ゴジラシリーズ』とは無関係にもかかわらず『Godzillas Todespranke』（ゴジラ 死の爪）というタイトルで上映されている。『大怪獣ヨンガリ』のフィルムは韓国での劇場公開後に消失し、韓国の映画ファンの間では「失われた映画」として扱われていたが、2000年代に韓国映像資料院が韓国オリジナル版48分が収録された35ミリフィルムを発見した。フィルムは損傷が激しかったため、映像はBETACAMに変換された。この48分版フィルムは2008年の第1回ソウル忠武路国際映画祭で上映された。
北米市場ではアメリカン・インターナショナル・ピクチャーズが権利を獲得し、1969年に『Yongary, Monster from the Deep』（ヨンガリ：地底からの怪獣）のタイトルで同社テレビ部門から公開された。英語版のポストプロダクション監修はサルヴァトーレ・ビリテッリが務め、吹き替え作業はティトラ・スタジオが担当した。海外配給する際、韓国側のプロデューサーが経験不足から誤ってオリジナルのネガやサウンドを全て東映に送ってしまい、そのため東映が海外配給を手掛けることになったという。その結果、韓国のオリジナル版は消失したとみなされ、英語版が現存する唯一のバージョンとなった。このバージョンは、1970年代にシンジケート・テレビジョンで定期的に放送されている。その後、英語版の権利はアメリカン・インターナショナル・ピクチャーズの買収に伴い、1979年にフィルムウェイズ、1982年にオライオン・ピクチャーズ、1997年にメトロ・ゴールドウィン・メイヤーに移行していった。

## 評価
映画史家スティーヴ・ライフルによると、公開当時の評価は「極めて高い評価」だったという。『京郷新聞』の批評家は「都市や戦車、戦闘機などのミニチュアセットは精巧でリアルだった」として製作価値を高く評価し、映画を「韓国映画の救世主」とみなしている。また、「韓国映画に新しい風を吹き込むだろう」という批評も見られた。StompTokyo.comは映画の展開が『大怪獣ガメラ』との類似性を感じるとし、「『大怪獣ヨンガリ』は、『ゴジラ』の影響を受けたパクリ作品としては比較的マシな部類だろう。尻尾にある4本のトゲなど細部が印象的で、『ガメラシリーズ』に登場する多くの怪獣スーツよりも印象に残る仕上がりになっている。特撮のリアルさは少ないものの、これ以降に作られたオリジナルのゴジラ映画には登場しないような、数多くの都市破壊の特撮シーンが存在する」と批評している。
スティーヴ・ライフルは、ヨンガリが最初に現れた場所は朝鮮戦争休戦協定が締結された板門店である点に注目し、「象徴的な意味において、この怪獣は当時の南側が感じていた恐怖を表していると言える。怪獣は停戦場所の地面から立ち上がって戦いを再開し、南下してソウルを再び破壊する」と指摘している。また、キム・ソンホはヨンガリが韓国政府合同庁舎（旧朝鮮総督府庁舎）を攻撃している点に注目し、「韓国スタッフの視点から見ると、これには二つの意味が込められていたのかも知れません。日本による植民地支配の象徴を韓国の怪獣によって破壊するという意味です」と指摘している。
映画評論家・学者のキム・ソヨンは2000年に発表した論文の中で、『ゴジラ』で描かれた避難と破壊のシークエンスが日本人の観客に広島・長崎への原子爆弾投下を思い起こさせたように、『大怪獣ヨンガリ』の避難と破壊のシークエンスは韓国人の観客に朝鮮戦争を思い起こさせたと指摘している。また、映画のテーマである「男らしさ」について言及し、宇宙飛行士と若い科学者が「物語を通して男らしさを証明するために試されている」として、当時の韓国における「男らしさ」が危機に瀕していたことを暗示していると指摘した。論文では映画の真の主人公はイチョであると指摘し、「彼はヨンガリの鏡像であり、韓国の未来の象徴である」と主張している。

## ソフト化
1989年にオライオン・ピクチャーズからVHSとレーザーディスクが発売され、2004年にはフルスクリーン版がアルファビデオから発売されている。2007年にメトロ・ゴールドウィン・メイヤーの「ミッドナイト・ムービーズ」の一つとして、ワイドスクリーン・リマスター版が『巨大猿怪獣コンガ』とセットでDVDが発売された。このDVDは初めて発売されたワイドスクリーン版であり、これ以前に発売されたものはテレビ放送版をパン&スキャンしたものだった。メトロ・ゴールドウィン・メイヤーのDVDは映画フィルムのテキストレス・インターポジティブを基にしている。2016年1月にキノ・ローバーからDVDとBlu-rayが発売され、特典としてゴジラ研究家スティーヴ・ライフル（『Japan’s Favorite Mon-Star: The Unauthorized Biography of the Big G』著者）と映画評論家・学者キム・ソンホのオーディオコメンタリーが収録されている。
韓国ではオリジナルフィルムが消失していたためテレビ放送やソフト化されていなかったが、公開から44年後の2011年6月19日に初めてテレビ放送された。ただし、放送されたのは英語版で、オリジナル版の脚本を参考に朝鮮語字幕が付けられた。